# Iniciação científica júnior
No Brasil, a Bolsa de Iniciação Científica Júnior, conhecida também como BIC Júnior, é uma forma de trabalho de um estudante de ensino médio, em geral de escolas públicas, em que o estudante faz uma pesquisa, em troca de conhecimento e pode resultar em dispensa do estágio obrigatório.  
Em 1986, foi criado o Programa de Vocação Científica (Provoc) da Fundação Oswaldo Cruz (Fiocruz), considerado o primeiro programa brasileiro a inserir o estudante de ensino médio no ambiente de pesquisa de forma planejada, sistemática e com acompanhamento permanente.  Este programa inspirou de outros programas similares: foi criado, em 1995, o Programa de Iniciação Científica Júnior (PIC Jr.-CAp/UFRJ), que até hoje é realizado de maneira similar ao Provoc/Fiocruz (Martins, 2003). Em 1996, o modelo Provoc foi implantado em outras instituições de C&T, tais como o Centro Brasileiro de Pesquisas Físicas (CBPF), o Centro de Pesquisas e Desenvolvimento Leopoldo Miguez de Mello (CENPES) da Petrobrás e a Pontifícia Universidade Católica do Rio de Janeiro (Puc-Rio), e em unidades da Fiocruz fora do Rio de Janeiro: o Centro de Pesquisas Aggeu Magalhães, em Pernambuco; o Centro de Pesquisas René Rachou, em Minas Gerais; e o Centro de Pesquisas Gonçalo Moniz, na Bahia.  O Provoc também serviu de base para a criação, em 1999, do Projeto Jovens Talentos para a Ciência (PJT) (Amâncio, 2004).
Em 2003, o CNPq criou seu próprio programa, denominado Bolsa de Iniciação Científica Júnior, resultando em significativa proliferação da IC no ensino médio. Este programa funciona por meio de convênios com fundações estaduais de apoio à pesquisa, e recentemente, passou a incluir também estudantes de 5a a 8a séries do ensino fundamental (CNPq, 2006). 

Referências citadas:
AMÂNCIO, Ana Maria. Inserção e atuação de jovens estudantes no ambiente científico: interação entre ensino e pesquisa. Tese de Doutorado. Escola Nacional de Saúde Pública Sérgio Arouca, Fiocruz, 2004. 
CNPq (Conselho Nacional de Desenvolvimento Científico e Tecnológico). Anexo V: Iniciação Científica Júnior - ICJ - Norma Específica in: Resolução Normativa 017/2006: Bolsas por Quota no País. 2006. Disponível em: https://web.archive.org/web/20061013163924/http://www.cnpq.br/normas/rn_06_017_anexo5.htm
MARTINS, Gláucia M. M. Formação científica e ensino médio. Dissertação de mestrado em Tecnologia Educacional para as Ciências da Saúde. NUTES/UFRJ. 2003. 192 p. 